# ران وایت
ران وایت (به انگلیسی: Ron White) (زاده ۱۸ دسامبر ۱۹۵۶)، بازیگر و استندآپ کمدین آمریکایی است.
از نقش‌آفرینی‌های او می‌توان به بازی در فیلم‌های کیکو، با من بخواب و ماشین جین منسفیلد اشاره کرد.